# Brique foraine
La brique foraine, dite aussi brique toulousaine, est une brique de terre cuite. Elle a été utilisée du XIe siècle au XIXe siècle dans le Midi toulousain, remplacée depuis par des matériaux plus aisés à industrialiser, comme la brique creuse ou le parpaing.

## Étymologie
L'étymologie du terme « foraine », du latin foraneus, « qui vient de l'extérieur », permet de penser que ces briques étaient ainsi dénommées parce qu'elles n'étaient pas fabriquées sur place mais approvisionnées jusqu'aux chantiers depuis les briqueteries.
En pays catalan existe une brique assez proche, de mêmes longueur et épaisseur, mais moins large, appelée cayrou.

## Origine

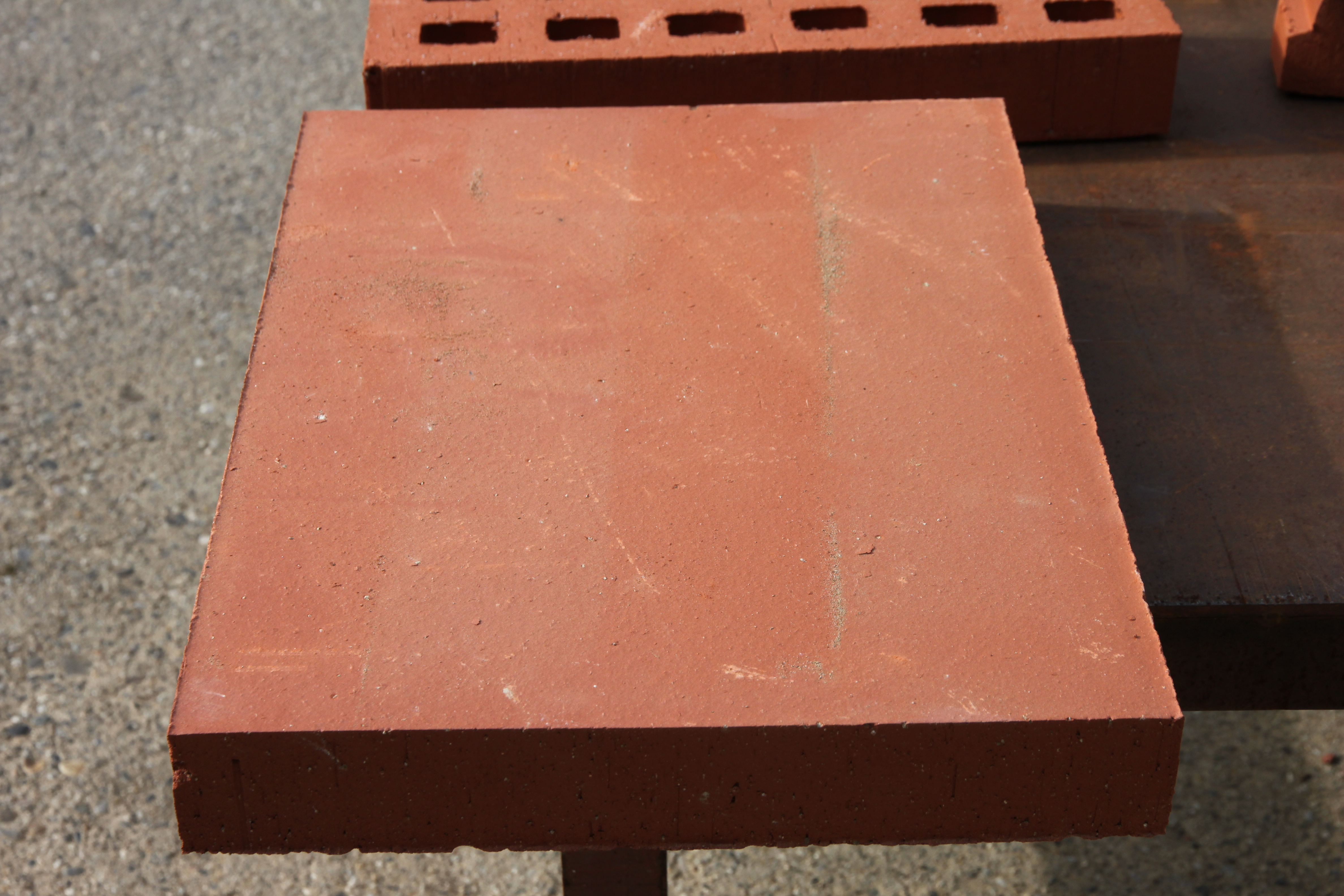
Une brique foraine.

La brique de terre cuite est une évolution de celle en terre crue. Les Romains, gros consommateurs de brique dans leurs constructions, sont probablement ceux qui ont introduit la technique dans la région toulousaine. La période du haut Moyen Âge la voit être abandonnée au profit de la construction à ossature en bois et torchis.
La première utilisation attestée de la brique foraine est datée des alentours de l'année 1080, sur le chantier de l'église Saint-Sernin de Toulouse. À Albi, le renouveau de la brique est daté avec une précision décennale : entre 1220 et 1240. Le changement est visible sur les murs de la collégiale Saint-Salvi. D'abord utilisée par le clergé et les riches maisons, la brique reste trop chère pour le peuple.
La généralisation de son usage viendra de l'interdiction du bois à cause des incendies. A Montauban, c'est l'incendie du 11 novembre 1614 qui pousse les consuls à agir. L'architecte Pierre Levesville dessine et les propriétaires sont contraints de respecter la généralisation de la brique, mais aussi l'alignement des maisons. Celui de 1463 à Toulouse influence le choix des Capitouls, même si leur demande n'est pas bien respectée. Après plusieurs autres désastres et l'afflux d'argent du commerce du pastel, les constructions en brique se généralisent.
L'âge d'or de la brique foraine sera le XIXe siècle. L'industrialisation du procédé permet de diminuer les coûts de fabrication. L'usage d'argiles de nature différentes et de la maîtrise des températures de cuisson permet de varier la couleur des briques de l'ocre jaune au rouge orangé.

## Dimensions et caractéristiques

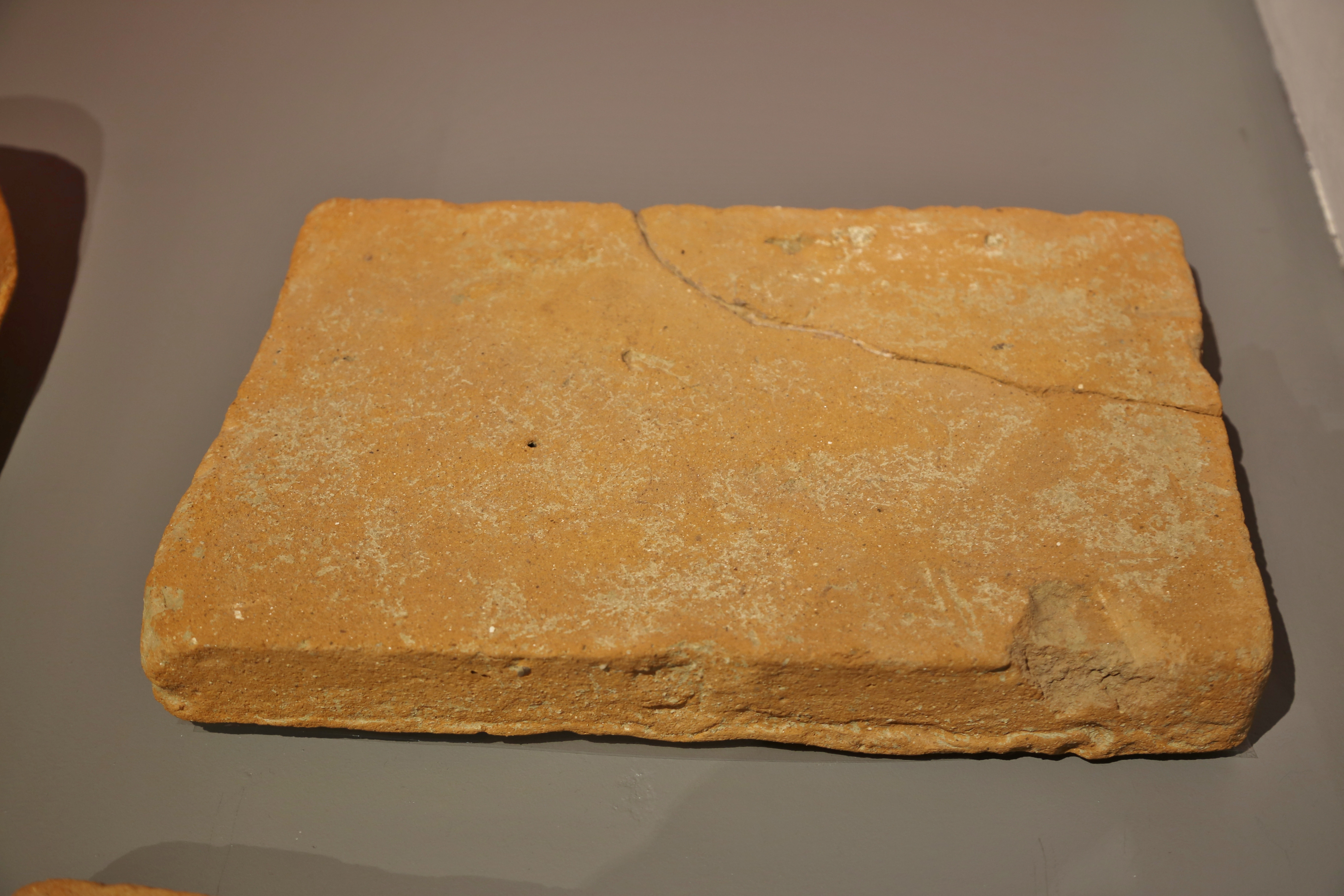
Une brique romaine exposée au musée Saint-Raymond de Toulouse.

Les dimensions actuelles de la brique foraine sont généralement de 42 × 28 × 5 cm.
Elle était autrefois d'une taille moindre : 36 x 24-26 x 3,5-4 cm. Il semble que le changement de dimensions se soit fait dans la deuxième moitié du XVIe siècle.
La brique foraine s'inscrit dans la tradition de la brique romaine, grande et plate elle est caractérisée (comme son ancêtre romaine) par un rapport largeur/longueur de 2/3, ce qui la différencie de la brique "standard" (aussi appelée par opposition "brique du nord" dans certaines publications) au rapport largeur/longueur de 1/2. Cette différence de format entre les deux types de brique a induit de notables divergences dans la mise en œuvre des appareils et des décors : la brique foraine ne se prêtant pas facilement à des jeux de décors géométriques, cela a favorisé le développement de la profession des tailleurs de briques dans le Midi toulousain.

## Construction

### Fabrication
La brique est issue d'un matériau disponible localement et en quantité, l’argile et les marnes que l'on trouve en abondance dans les plaines alluviales de la Garonne, du Tarn et de leurs affluents.
L'argile est malaxée avec de l'eau et du sable tiré du lit des rivières avant d'être moulée. Après séchage, elle est enfournée pour la cuisson.

### Des qualités de cuisson diverses
Les fours à brique étaient de grandes constructions capables de cuire jusqu'à vingt-mille briques à la fois. De ce fait, la cuisson n'était pas uniforme et il en sortait des briques de diverses qualités : trop cuites pour les briques les plus proches du foyer (noircies et déformées, mais très résistantes au salpêtre, elles étaient utilisées pour les fondations), bien cuites pour celles situées à la bonne distance du feu, et insuffisamment cuites pour celles situées plus haut (la plupart). Ces dernières, si elles étaient placées sur la façade extérieure d'un bâtiment, devaient alors être protégées par un badigeon, de la peinture (à l'huile de lin ou de noix rougie au sang de bœuf), ou un enduit de couleur brun-rouge. Le prix de chaque qualité de briques reflétait ces différences de cuisson, les briques cuites à point étant bien entendu les plus chères.
Ainsi ce que l'on désigne aujourd'hui par le terme générique de « brique foraine » faisait autrefois référence à toute une gamme de matériaux de qualités diverses, bien identifiés par des noms tels que « biscuite » (surcuite), « rougette », « marteau » (réservée à la taille), « commune », etc. les noms pouvant changer selon les lieux et les époques. Le terme « foraine » (ou forane) ne désignait alors que les briques de la meilleure qualité.

### Mise en œuvre
La brique est utilisée à plat pour la construction des murs et le pavage des sols. Son usage vertical permet la construction de voutes aussi complexes que celles en pierre. Seules les colonnes fines sont en pierre, la brique nécessitant une grande surface pour supporter la masse des voûtes.
La cathédrale Sainte-Cécile d'Albi a été bâtie exclusivement en briques foraines, avant que des aménagements de la Renaissance n'ajoutent un jubé et un baldaquin en pierre. Le palmier de l'église des jacobins montre l'élégance de la brique (pour les nervures) couplée à des colonnes de pierre.

## Évolution de la perception de la brique dans le Midi toulousain
Jusqu'au XVIIIe siècle la brique de qualité fut un matériau cher et par conséquent estimé dans le Midi toulousain. En témoignent les baux à besogne mais surtout l'aspect des monuments construits en brique apparente, et le fait que lorsqu'une façade de briques insuffisamment cuites était recouverte de peinture ou d'enduit cachant les joints, ceux-ci étaient souvent retracés pour simuler un appareil de brique selon une technique appelée briquetage.
Dans le deuxième tiers du XVIIIe siècle, Toulouse et sa région furent rattrapés par une mode nationale qui privilégiait la pierre de taille, la brique fut dès lors considérée comme un matériau pauvre. Les villes de brique du Midi de la France dont les parements étaient traités en briques apparentes ou en enduits et badigeons brun-rouge virèrent au blanc, leurs façades désormais recouvertes de peinture blanche au ton pierre. Cette mode du blanchiment cependant n'eut qu'un temps et commença à être critiquée dès la deuxième moitié du XIXe siècle.

## Galerie de photos

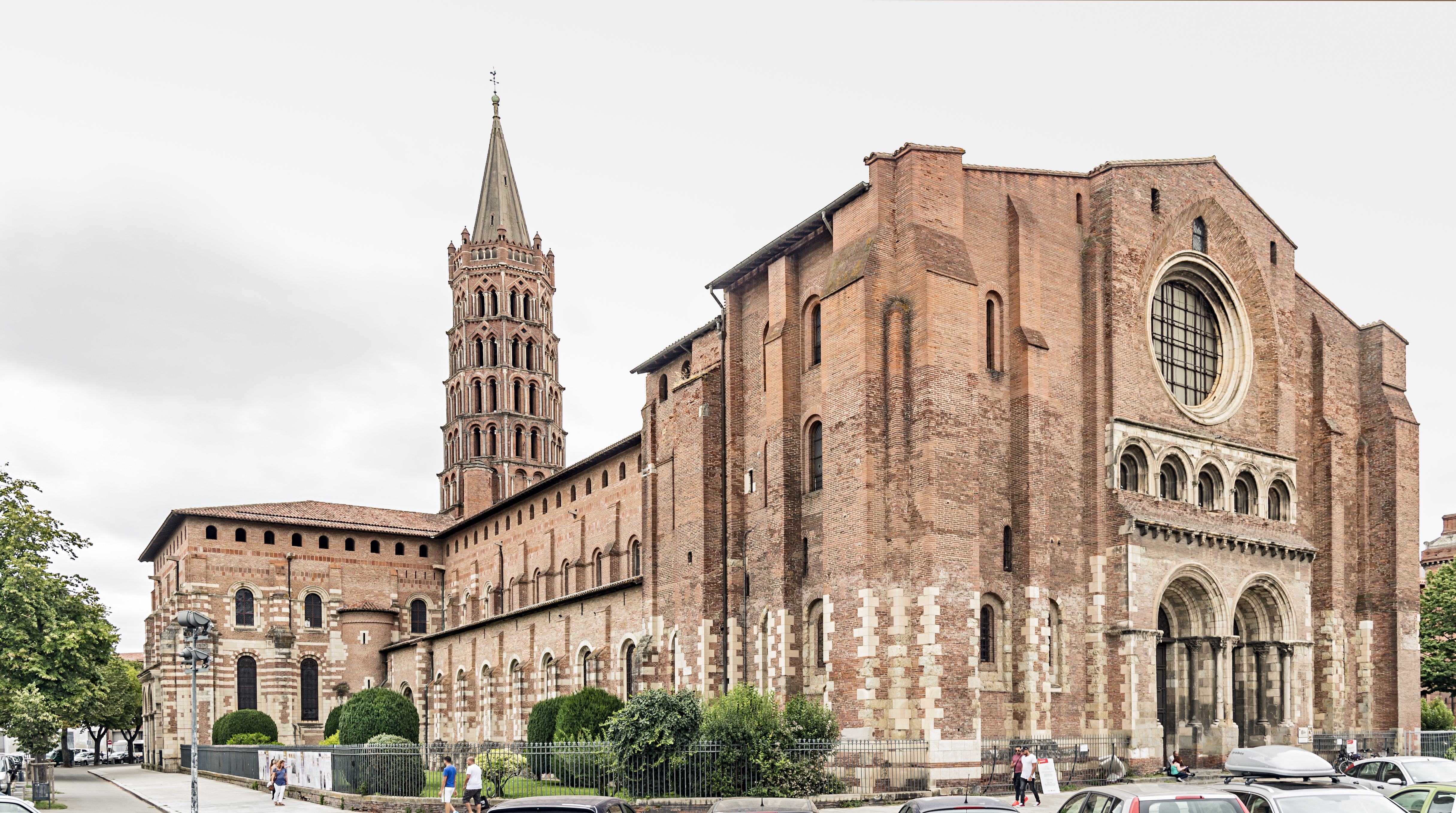
Basilique Saint-Sernin de Toulouse.
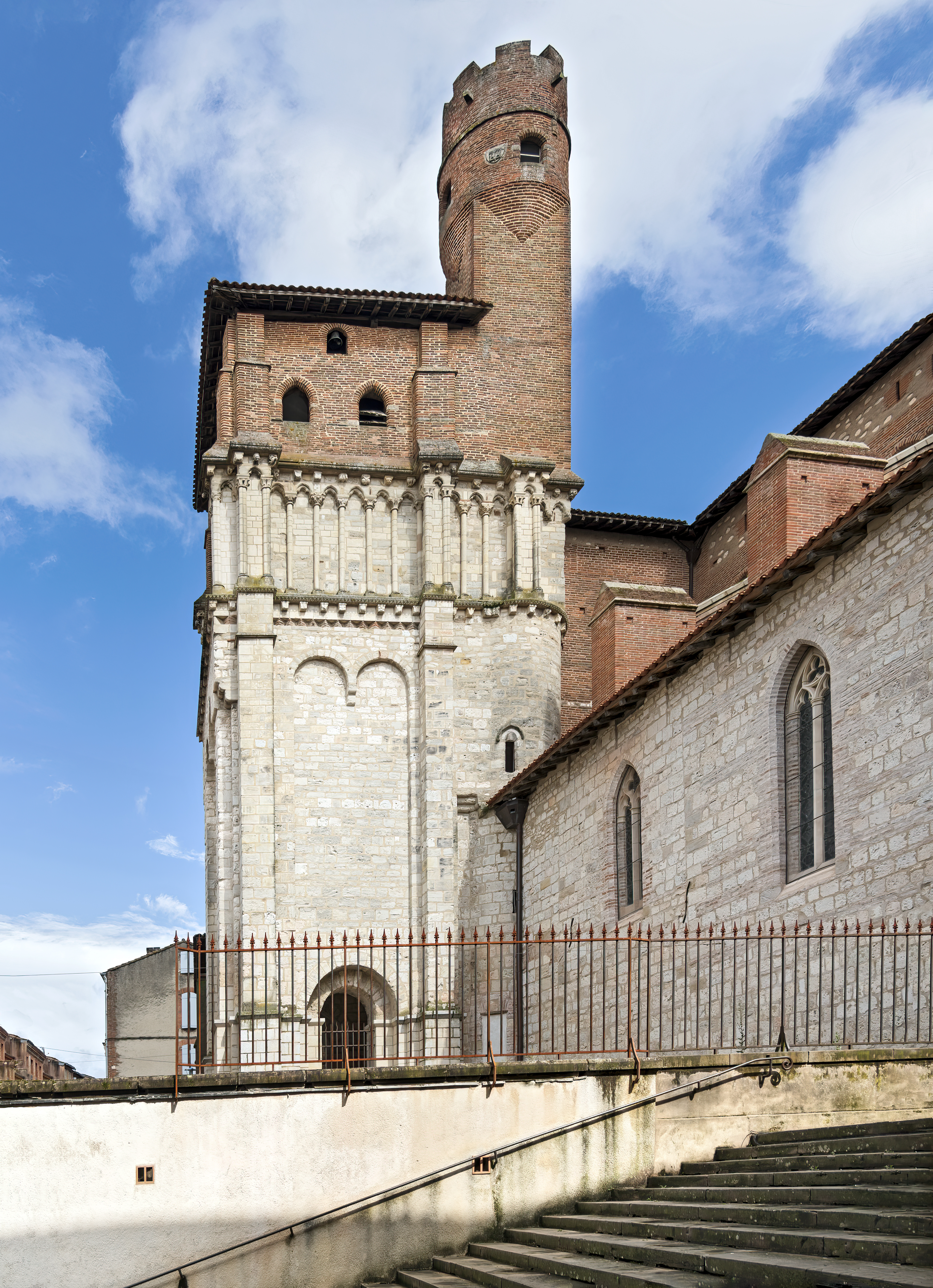
Pierre et brique de la collégiale Saint-Salvi d'Albi.
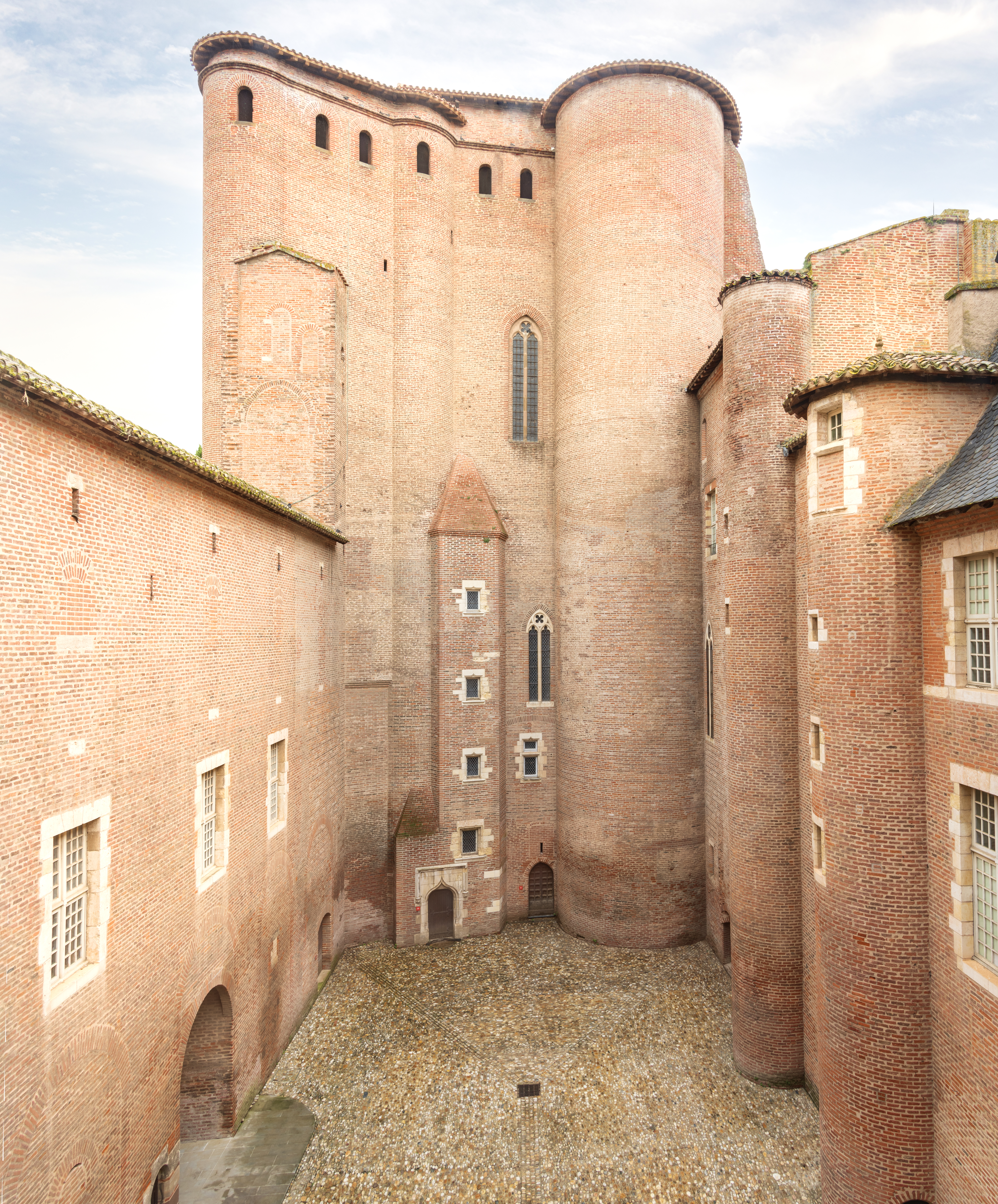
Palais de la Berbie d'Albi : tour du XIIIe siècle.
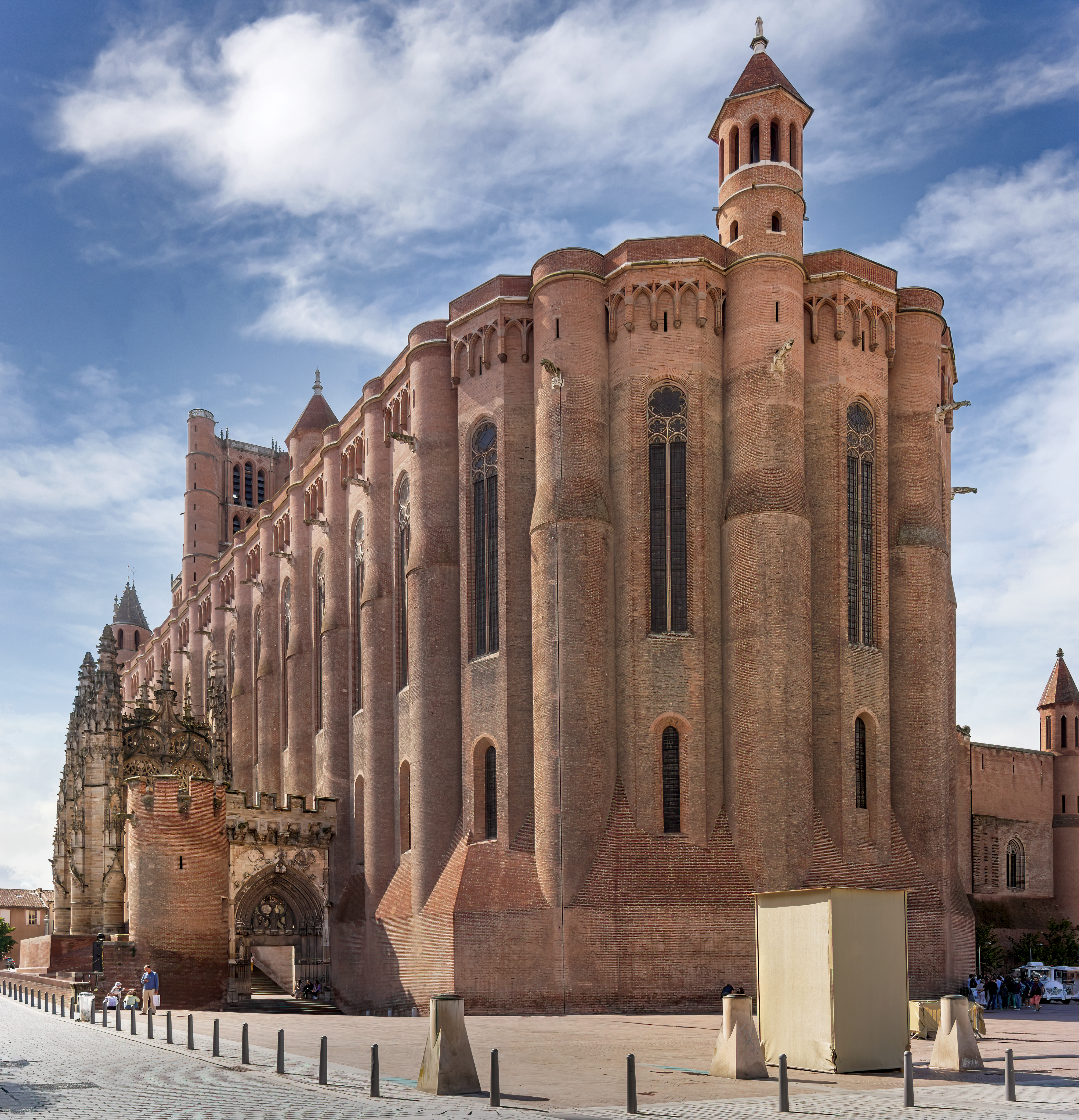
La cathédrale d'Albi ; la partie haute remaniée au XIXe siècle est bien visible.
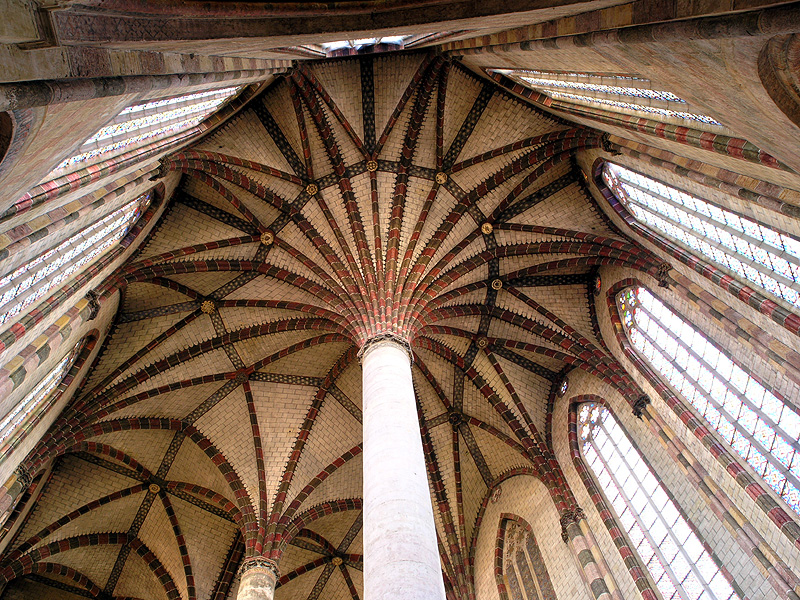
Palmier des Jacobins de Toulouse (brique peinte en faux appareil de pierre et de marbre).
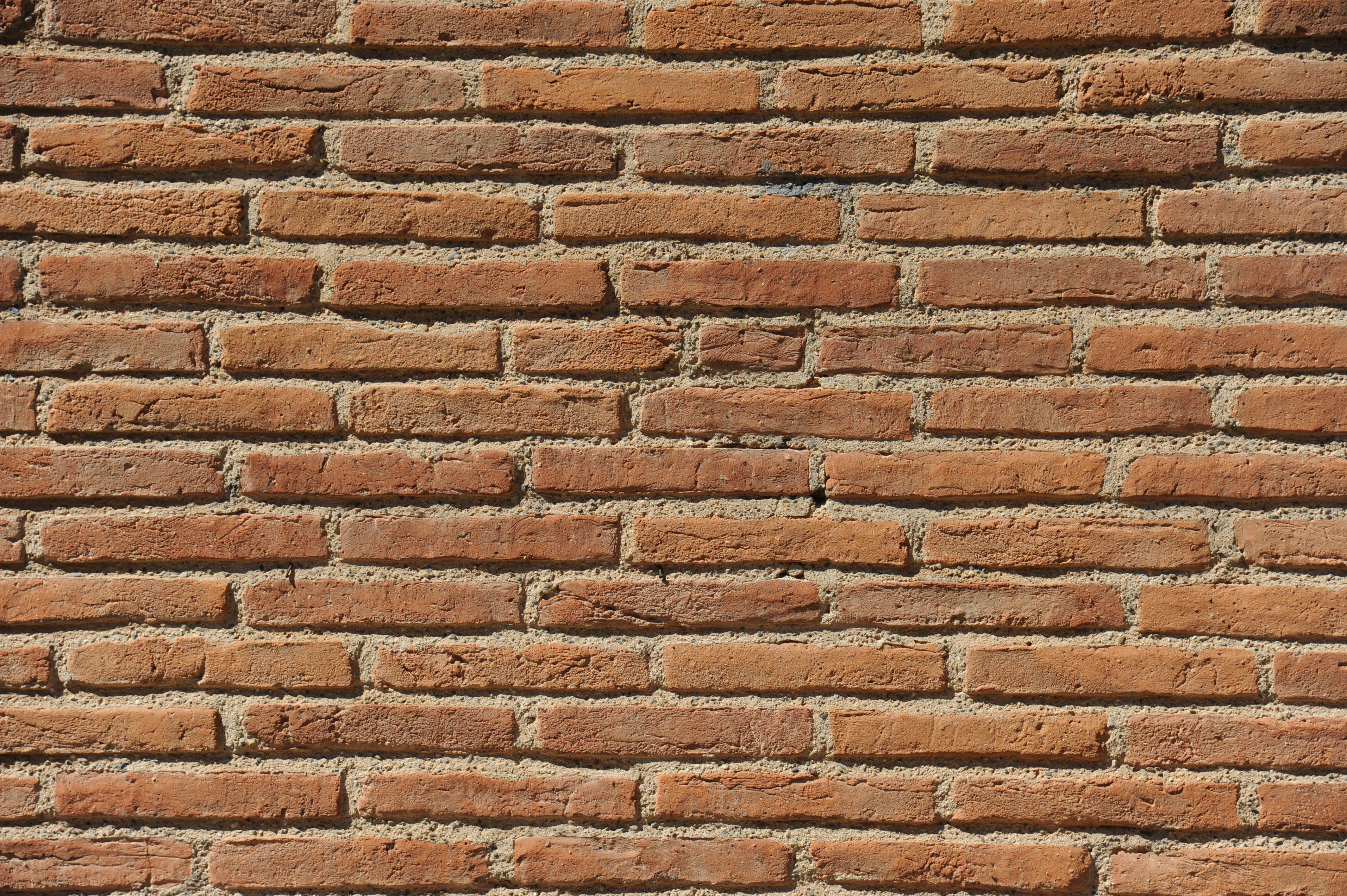
Mur de briques foraines de l'église des Jacobins.
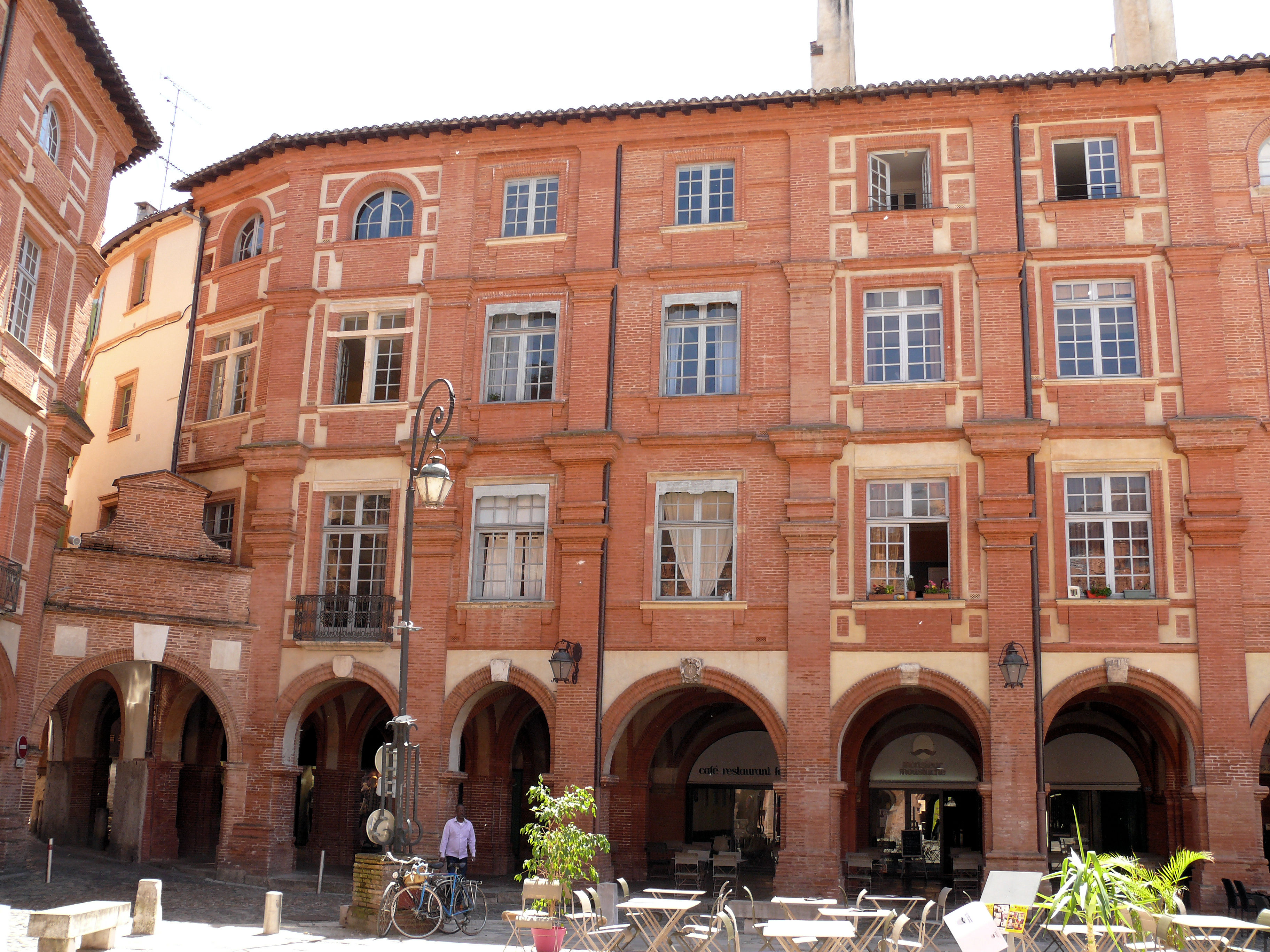
Place nationale de Montauban.
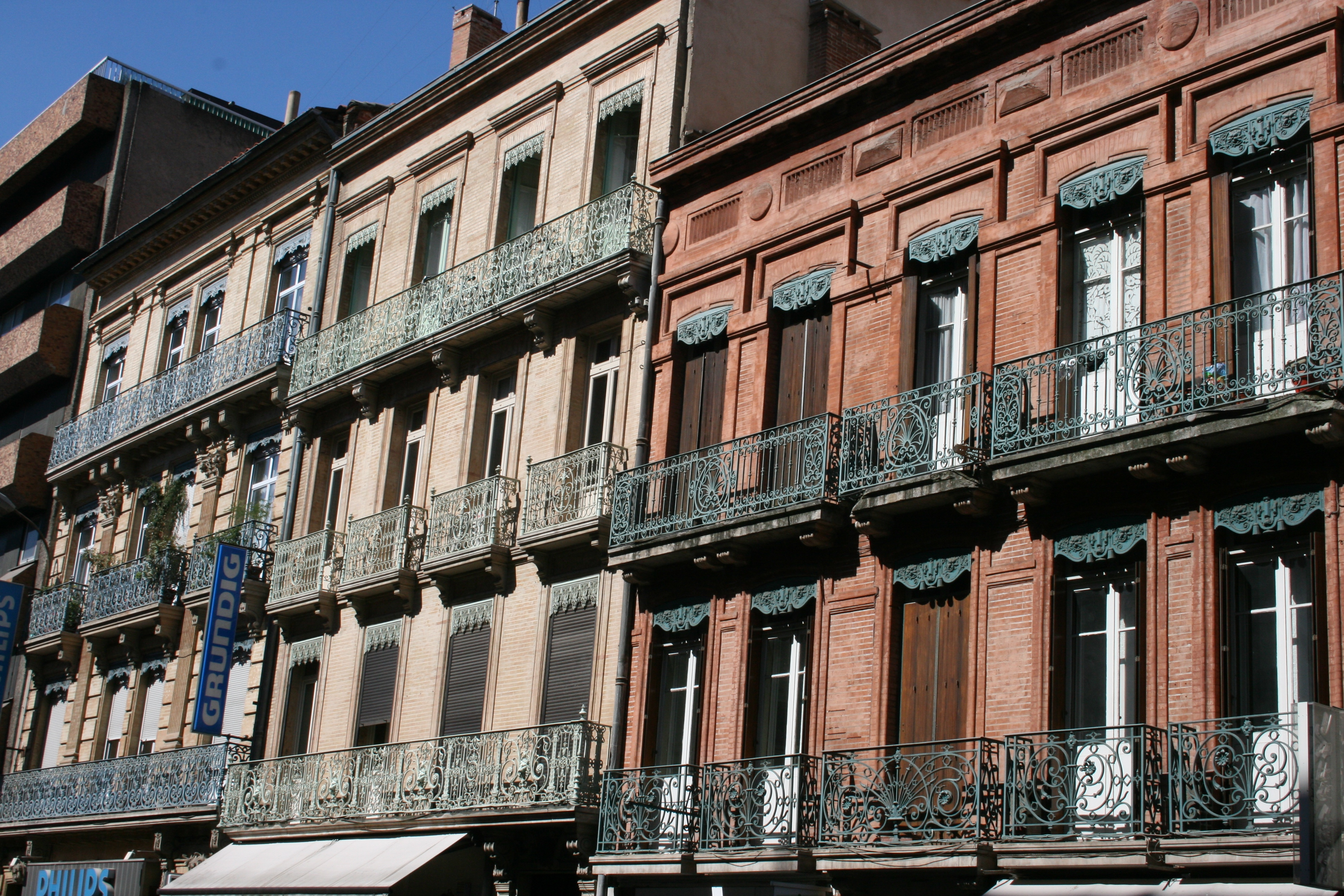
Briques rouges et jaunes, rue Bayard à Toulouse.
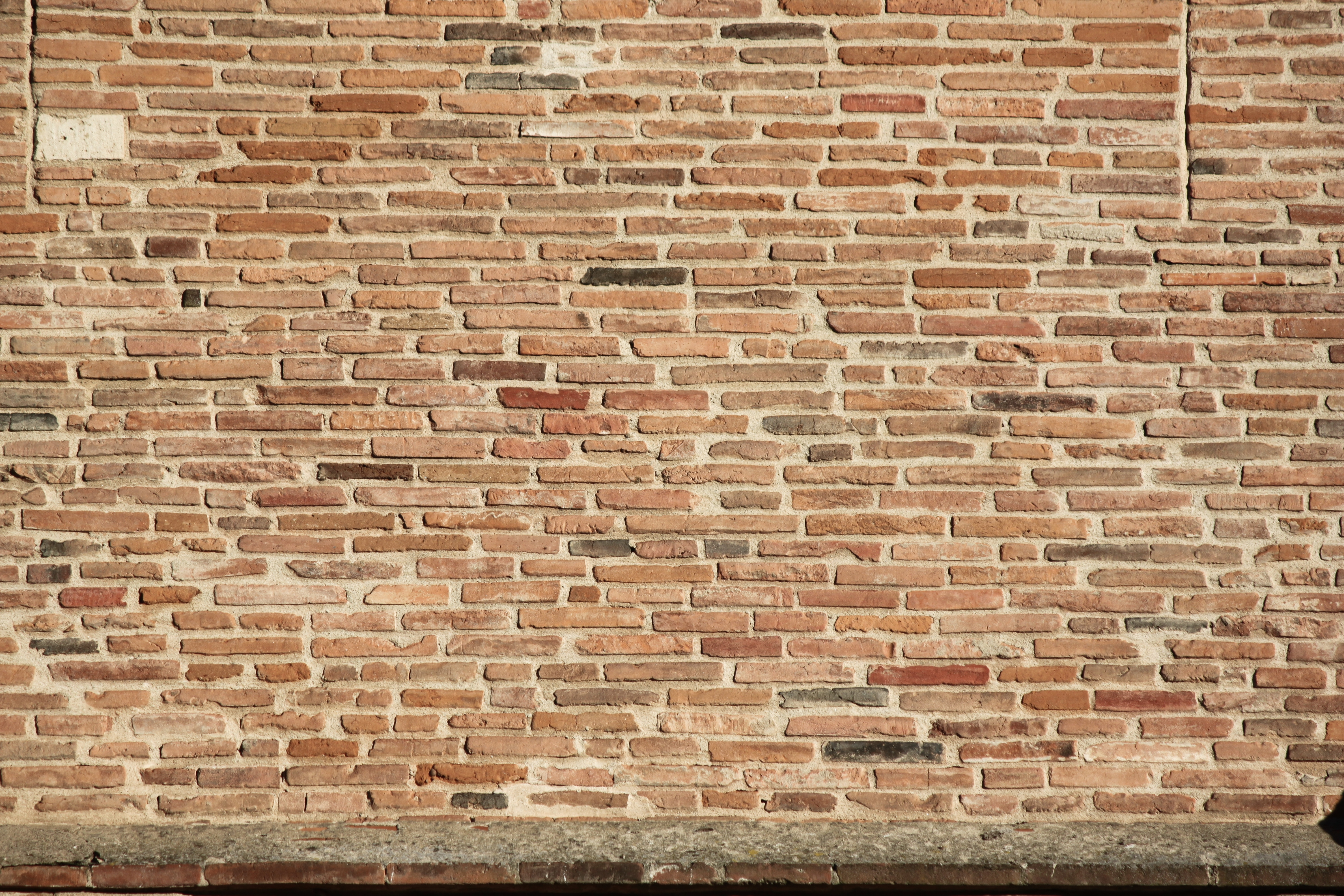
Mur de briques foraines mêlant briques entières et briques cassées (XIXe siècle).
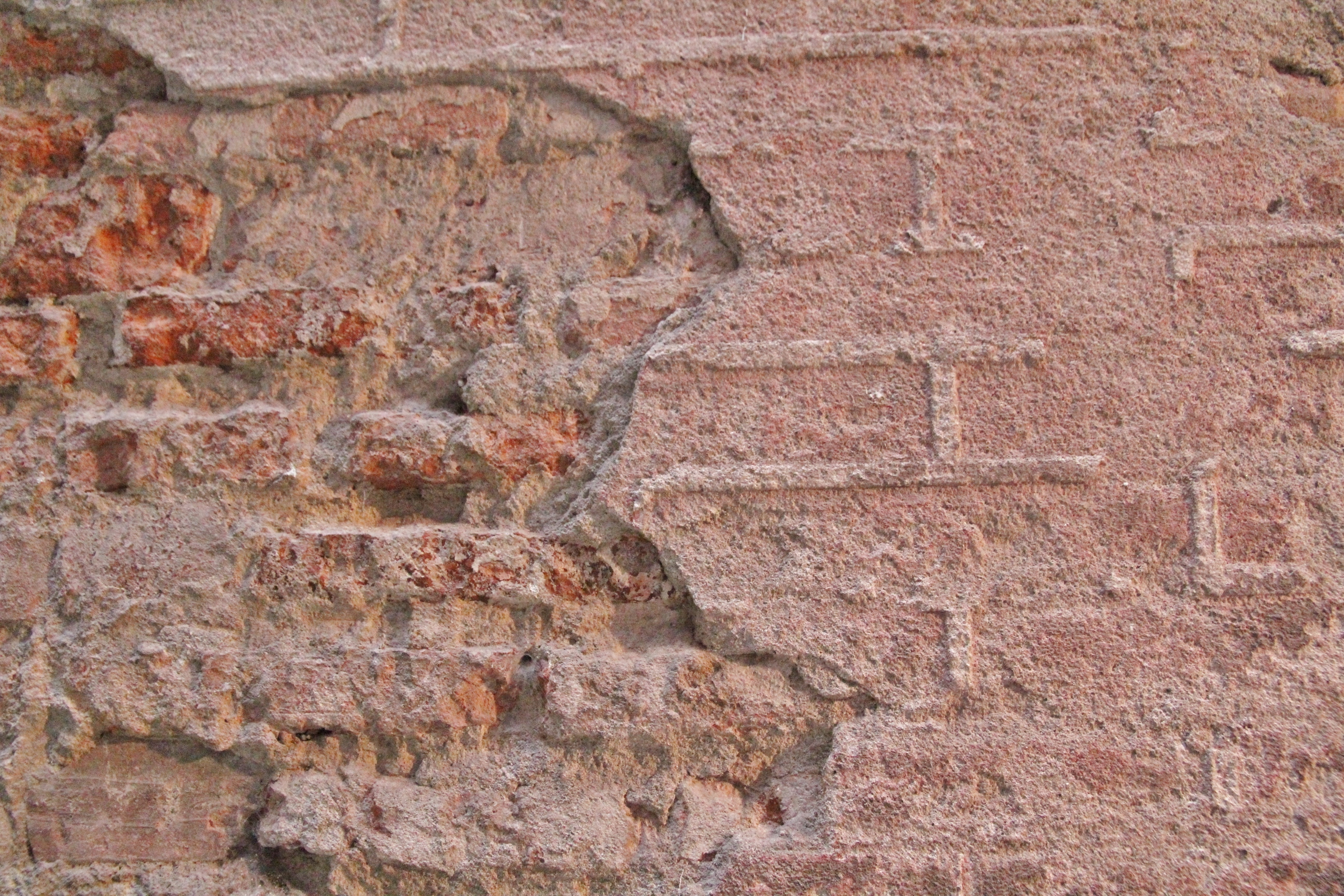
Exemple de protection de briques foraines incuites par un enduit sur lequel a été réalisé un travail de briquetage (faux joints).
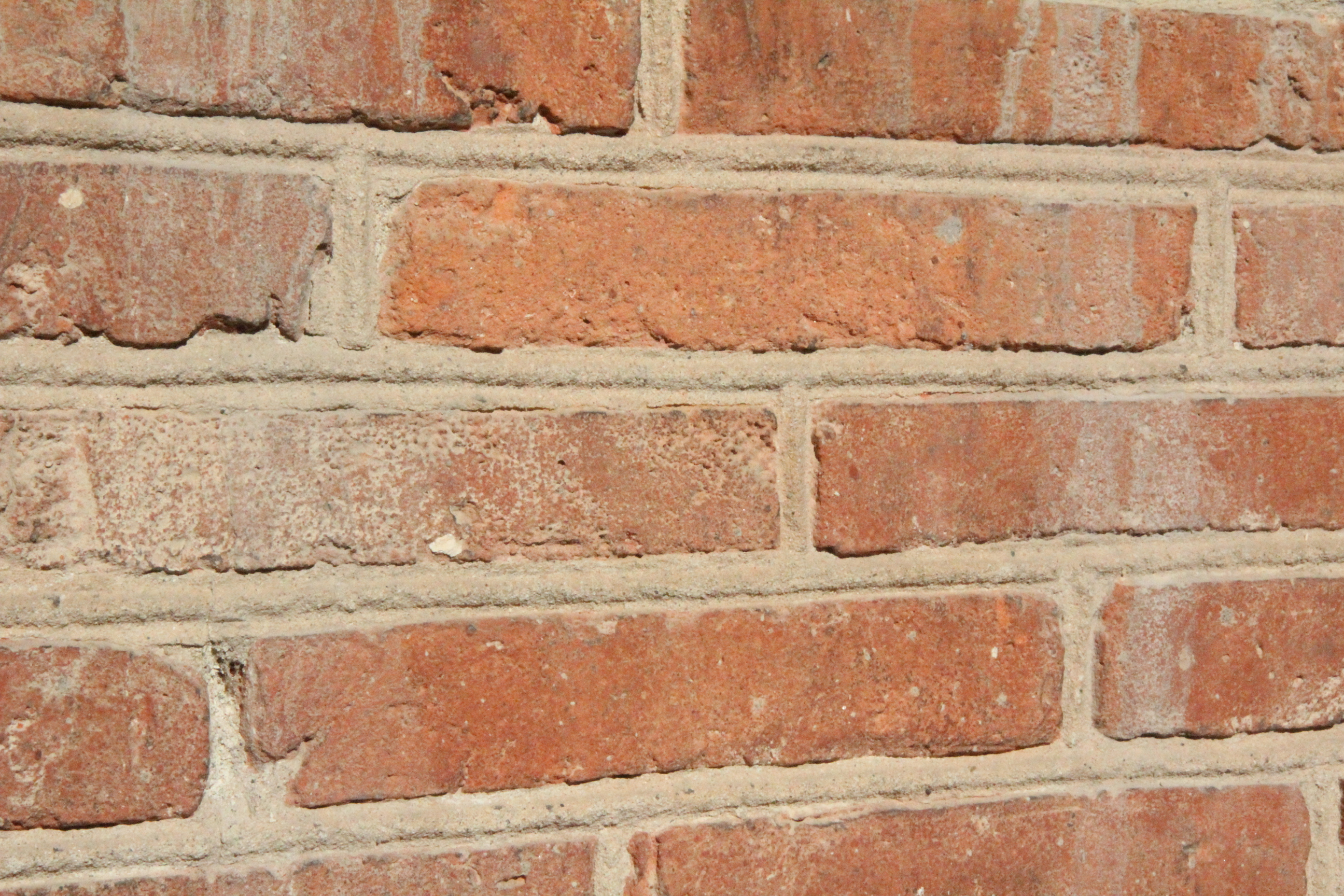
Exemple de briques foraines laissées nues car elles sont suffisamment cuites.
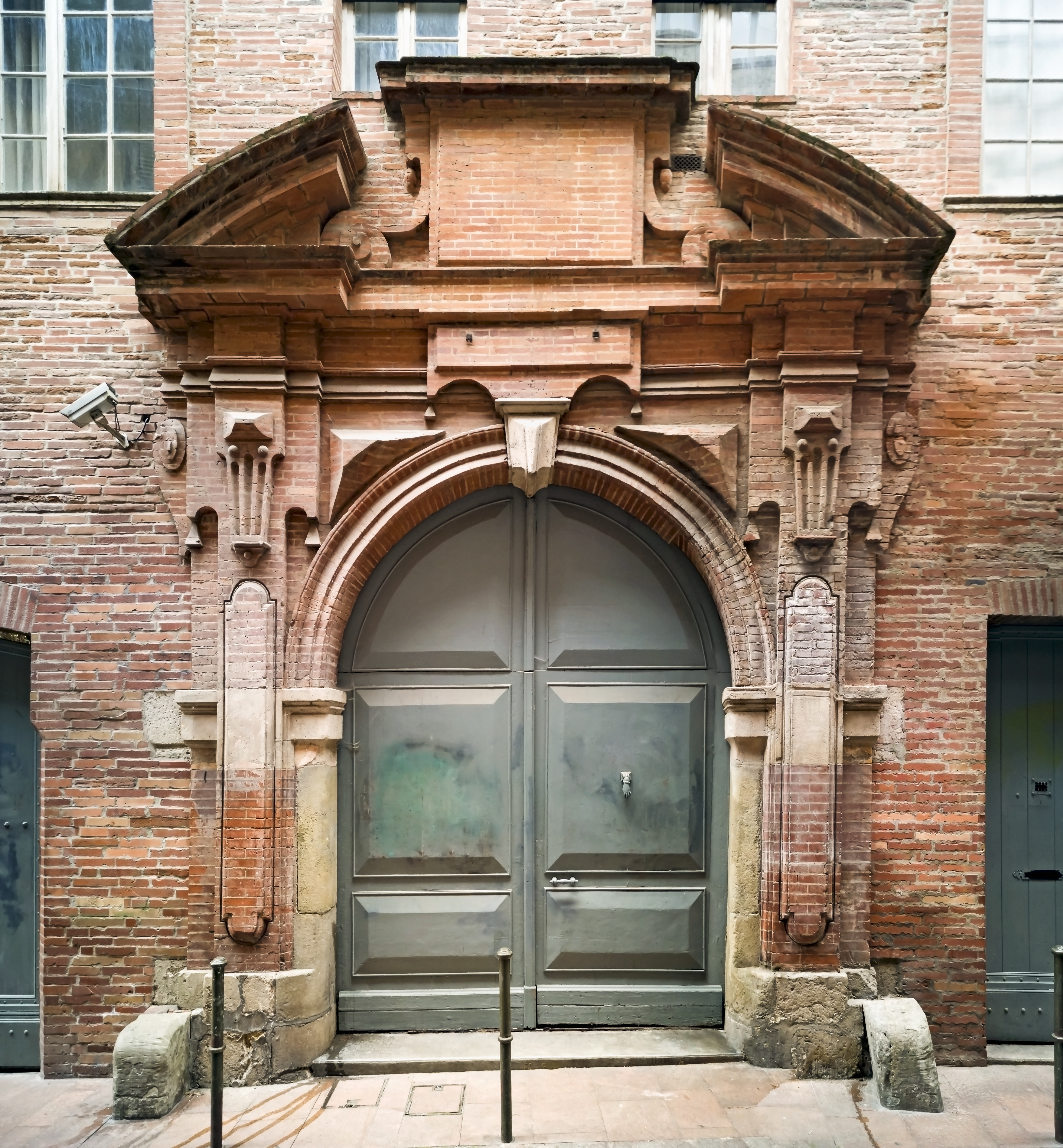
Portail de brique taillée, rue Tripière à Toulouse.
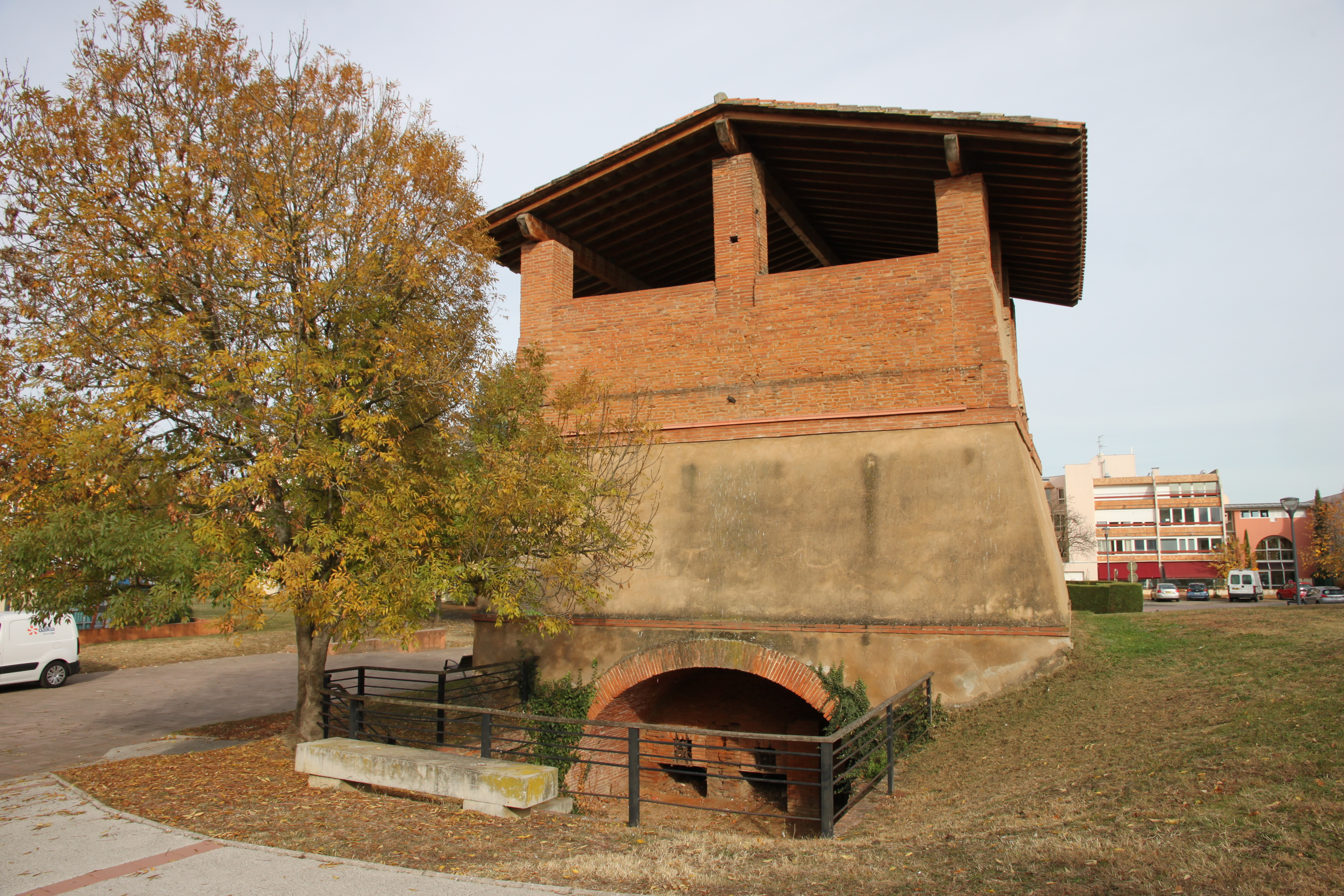
Four à briques de 1868 à Blagnac.